# Trance-Fusion
Trance-Fusion je instrumentální album Franka Zappy, které bylo vydáno v roce 2006.

## Seznam skladeb
| Pořadí         | Název                     | Délka |
| -------------- | ------------------------- | ----- |
| 1.             | Chunga's Revenge          | 7:01  |
| 2.             | Bowling on Charen         | 5:03  |
| 3.             | Good Lobna                | 1:39  |
| 4.             | A Cold Dark Matter        | 3:31  |
| 5.             | Butter or Cannons         | 3:24  |
| 6.             | Ask Dr. Stupid            | 3:20  |
| 7.             | Scratch & Sniff           | 3:56  |
| 8.             | Trance-Fusion             | 4:19  |
| 9.             | Gorgo                     | 2:41  |
| 10.            | Diplodocus                | 3:22  |
| 11.            | Soul Polka                | 3:17  |
| 12.            | For Giuseppe Franco       | 3:48  |
| 13.            | After Dinner Smoker       | 4:45  |
| 14.            | Light is All That Matters | 3:46  |
| 15.            | Finding Higgs' Boson      | 3:41  |
| 16.            | Bavarian Sunset           | 4:00  |
| Celková délka: | Celková délka:            | 61:33 |

## Sestava
- Frank Zappa – kytara
- Dweezil Zappa – kytara
- Mike Keneally – kytara, klávesy
- Bobby Martin – klávesy
- Ed Mann – perkuse
- Walt Fowler – trubka, křídlovka, klávesy
- Bruce Fowler – pozoun
- Paul Carmen – saxofon
- Albert Wing – saxofon
- Kurt McGettrick – saxofon, klarinet
- Scott Thunes – baskytara, mini-Moog
- Chad Wackerman – bicí, perkuse
- Ray White – kytara
- Ike Willis – kytara
- Allan Zavod – klávesy
- Warren Cuccurullo – kytara
- Denny Walley – slide kytara
- Tommy Mars – klávesy
- Peter Wolf – klávesy
- Vinnie Colaiuta – bicí
- Adrian Belew – kytara
- Patrick O'Hearn – baskytara
- Terry Bozzio – bicí